# Gaston Roelants

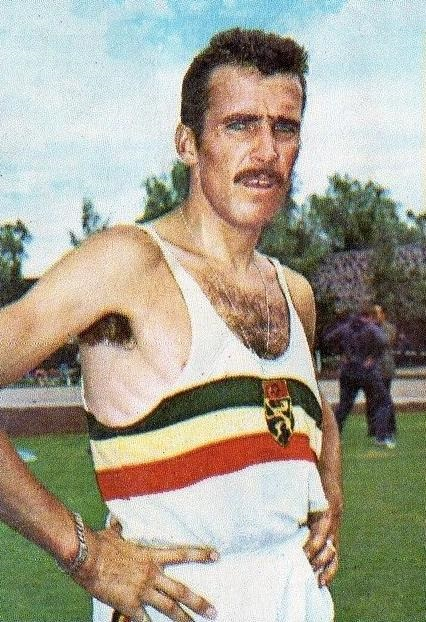
Gaston Roelants en 1968.

Gaston Roelants, né le 5 février 1937 à Opvelp, est un athlète belge, spécialiste des courses de fond. Il est anobli à titre personnel en 2002.

## Biographie
Il a été affilié toute sa vie au Daring Club de Louvain, dont il fut le président au cours des années 1990.
Il détint le record du monde du 3 000 mètres steeple et fut champion olympique de la même discipline, à Tokyo en 1964. Il eut une carrière d'une longévité exceptionnelle et se spécialisa sur les plus longues distances à la fin de sa carrière. Il battit ainsi le record du monde sur 20 km et sur l'heure en 1972.
Il a remporté à quatre reprises en 1964, 1965, 1967 et 1968 la Corrida de la Saint-Silvestre de São Paulo au Brésil.
Il détient encore actuellement le record du monde « masters » sur 3 000 m steeple, avec un temps de 8 min 41 s.
Son violon d'Ingres en 1972 était la peinture (*).

## Hommages et distinctions
En 1965, il reçoit le trophée national du Mérite sportif.
En 2002, Gaston Roelants est anobli à titre personnel par le roi Albert II de Belgique.

### Palmarès
| Date | Compétition           | Lieu          | Résultat | Épreuve             |
| ---- | --------------------- | ------------- | -------- | ------------------- |
| 1960 | Cross des nations     | Hamilton      | 2e       | Course individuelle |
| 1960 | Jeux olympiques       | Rome          | 4e       | 3 000 m steeple     |
| 1962 | Cross des nations     | Sheffield     | 1er      | Course individuelle |
| 1962 | Championnats d'Europe | Belgrade      | 1er      | 3 000 m steeple     |
| 1963 | Cross des nations     | San Sebastián | 2e       | Course individuelle |
| 1964 | Jeux olympiques       | Tokyo         | 1er      | 3 000 m steeple     |
| 1966 | Championnats d'Europe | Budapest      | 8e       | 10 000 m            |
| 1966 | Championnats d'Europe | Budapest      | 3e       | 3 000 m steeple     |
| 1967 | Cross des nations     | Barry         | 1er      | Course individuelle |
| 1968 | Jeux olympiques       | Mexico        | 7e       | 3 000 m steeple     |
| 1969 | Cross des nations     | Clydebank     | 1er      | Course individuelle |
| 1969 | Championnats d'Europe | Athènes       | 5e       | 10 000 m            |
| 1969 | Championnats d'Europe | Athènes       | 2e       | Marathon            |
| 1970 | Cross des nations     | Vichy         | 2e       | Course individuelle |
| 1971 | Championnats d'Europe | Helsinki      | 5e       | Marathon            |
| 1972 | Cross des nations     | Cambridge     | 1er      | Course individuelle |
| 1974 | Championnats d'Europe | Rome          | 3e       | Marathon            |

### Records
| Épreuve         | Performance     | Lieu      | Date             |
| --------------- | --------------- | --------- | ---------------- |
| 3 000 m         | 7 min 48 s 6    | Heverlee  | 15 août 1965     |
| 3 000 m steeple | 8 min 26 s 4    | Bruxelles | 7 août 1965      |
| 5 000 m         | 13 min 34 s 6   | Cologne   | 8 juillet 1969   |
| 10 000 m        | 28 min 03 s 8   | Bruxelles | 5 août 1972      |
| Heure           | 20 784 m        | Bruxelles | 20 août 1972     |
| Marathon        | 2 h 16 min 30 s | Rome      | 8 septembre 1974 |